# Wybory do Parlamentu Europejskiego na Litwie w 2014 roku
Wybory do Parlamentu Europejskiego VIII kadencji na Litwie zostały przeprowadzone 25 maja 2014. Litwini wybrali 11 eurodeputowanych (w miejsce dotychczasowych 12). Frekwencja wyniosła 47,31%.

## Wyniki wyborów
| Lista wyborcza                                     | Główny kandydat        | Głosy     | %     | Mandaty | Zmiana |
| -------------------------------------------------- | ---------------------- | --------- | ----- | ------- | ------ |
| Związek Ojczyzny                                   | Algirdas Saudargas     | 199 393   | 17,43 | 2       | −2     |
| Litewska Partia Socjaldemokratyczna                | Zigmantas Balčytis     | 197 477   | 17,26 | 2       | −1     |
| Ruch Liberalny Republiki Litewskiej                | Gintaras Steponavičius | 189 373   | 16,55 | 2       | +1     |
| Porządek i Sprawiedliwość                          | Rolandas Paksas        | 163 049   | 14,25 | 2       | –      |
| Partia Pracy                                       | Viktor Uspaskich       | 146 607   | 12,81 | 1       | –      |
| Akcja Wyborcza Polaków na Litwie i Sojusz Rosyjski | Waldemar Tomaszewski   | 92 108    | 8,05  | 1       | –      |
| Litewski Związek Rolników i Zielonych              | Ramūnas Karbauskis     | 75 643    | 6,61  | 1       | +1     |
| Litewska Partia Zielonych                          | Linas Balsys           | 40 696    | 3,56  | 0       | –      |
| Związek Narodowców                                 | Julius Panka           | 22 858    | 2,00  | 0       | –      |
| Związek Liberałów i Centrum                        | Artūras Melianas       | 16 927    | 1,48  | 0       | –      |
| Razem                                              | Razem                  | 1 144 131 | 100   | 11      | −1     |